# Bost (Allier)
Bost (okzitanisch Bòst) ist eine französische Gemeinde mit 180 Einwohnern (Stand: 1. Januar 2022) im Département Allier in der Region Auvergne-Rhône-Alpes. Sie gehört zum Arrondissement Vichy und ist Teil des Kantons Cusset.

## Geografie
Bost liegt am Flüsschen Mourgon in den nördlichsten Ausläufern des Zentralmassives, etwa neun Kilometer nordöstlich von Vichy. Umgeben wird Bost von den Nachbargemeinden Magnet im Norden, Saint-Étienne-de-Vicq im Osten, Cusset im Süden und im Südwesten, Creuzier-le-Neuf im Westen sowie Seuillet im Nordwesten.

## Bevölkerungsentwicklung
| Jahr                       | 1962 | 1968 | 1975 | 1982 | 1990 | 1999 | 2006 | 2013 | 2022 |
| Einwohner                  | 202  | 192  | 163  | 144  | 153  | 147  | 163  | 194  | 180  |
| Quellen: Cassini und INSEE |      |      |      |      |      |      |      |      |      |

## Sehenswürdigkeiten
- Kirche Saint-Pierre aus dem 12. Jahrhundert, Monument historique seit 1933

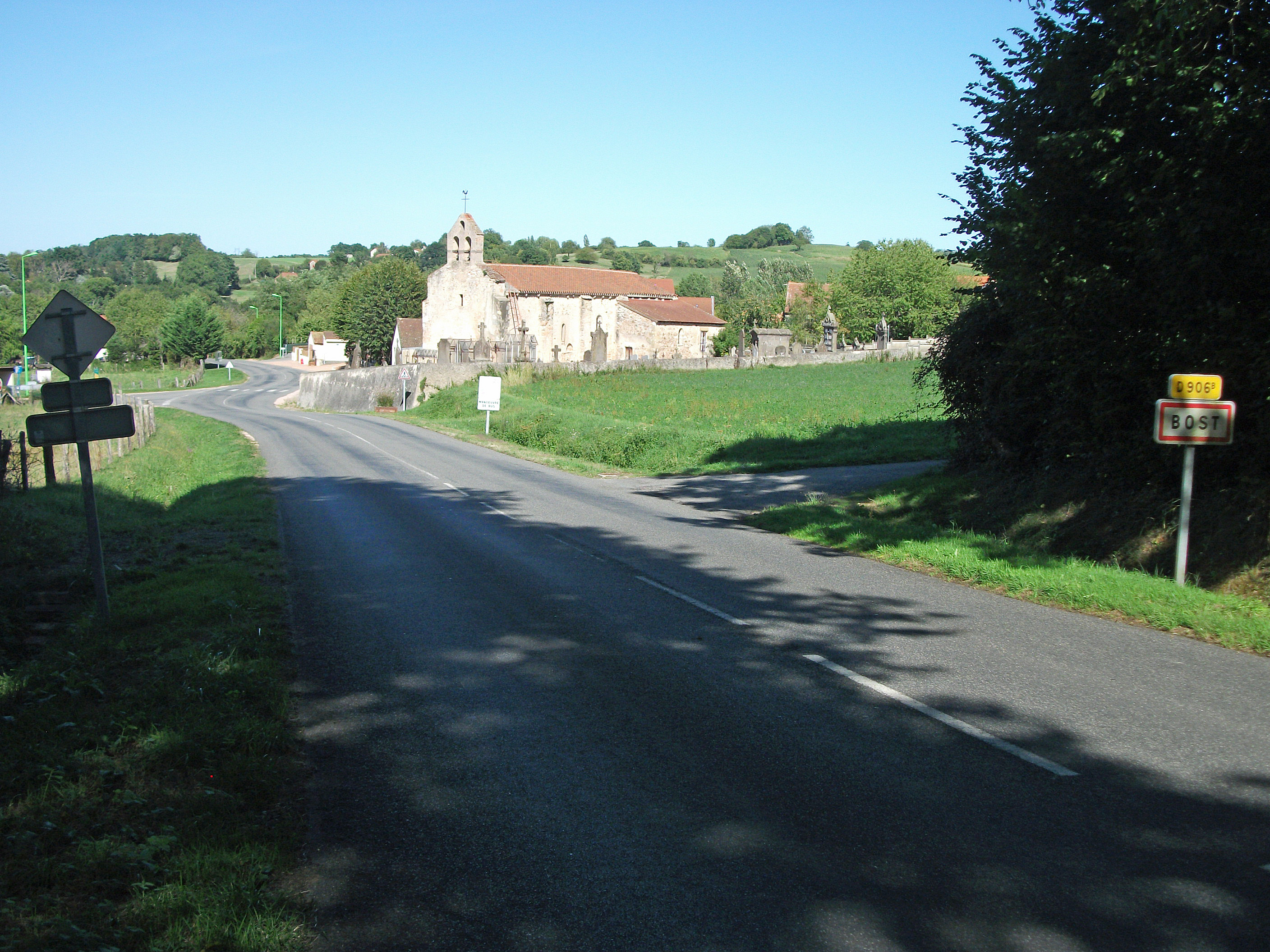
Kirche Saint-Pierre
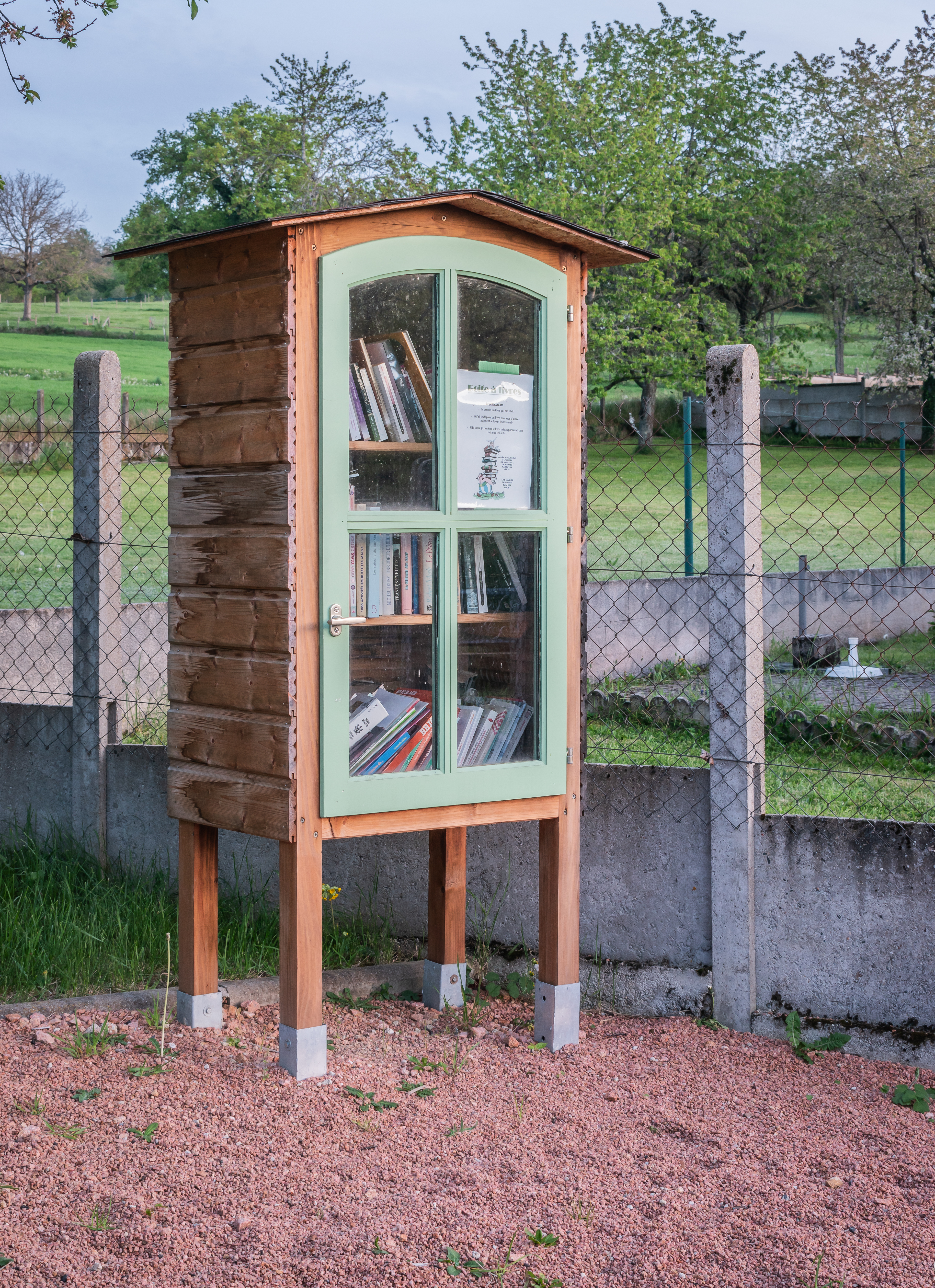
Öffentlicher Bücherschrank